# Славков край Бърно
Славков край Бърно (на чешки: Slavkov u Brna; на немски: Austerlitz), наричан често само Славков, е град в Чехия, Южноморавски край, окръг Вишков. Население – 6564 жители (2016).

## Битка при Аустерлиц
Градът е по-известен с бившето си име на немски Аустерлиц заради Битката при Аустерлиц, известна още като Битката на тримата императори (на Франция,срещу Австрия и Русия) на 2 декември 1805 г. В нея участват войски, наброяващи около 140 хил. души, загиналите и ранените са повече от 1/4 (над 35 хил. души). Битката завършва с победа на Наполеон. В замъка в центъра на града е подписано примирие между императорите на Франция и Австрия.
Днес замъкът е превърнат в музей. В града и околностите има няколко паметника във връзка с голямото сражение, включително църква „Св. Възкресение“ (на централния площад), Могила на мира, Паметник на тримата императори. По време на 200-годишнината от битката е организирано възпроизвеждане на най-интересните моменти от нея. В музея се показва видеозапис от проиграната възстановка на сражението.

## Фотогалерия
- Изглед от парка към замъка
- Църква „Св. възкресение“
- Паметник на тримата императори
- Могила на мира